# Mormodes
Mormodes es un género de orquídeas con unas 70 especies epífitas o litófitas, de la tribu Cymbidieae. Es originario de Centroamérica.

## Distribución
El género incluye unas ochenta especies epífitas tropicales que prefieren el calor y baja altura, desde Centroamérica al Nordeste y Centro Oeste del Sur de Brasil. Poco más de una veintena de especies existen en Brasil, pero en los últimos años varias nuevas especies se han encontrado y descrito.

## Descripción
Tienen pseudobulbos carnosos, oblongos y en anillo, muy similares, si no iguales a los de Catasetum, con varias hojas dísticas, generalmente caducas, estrechas, con nervios y herbáceas. La inflorescencia se produce a partir de las yemas en el lado los pseudobulbos, común en la base o por debajo de la media, muy distintivo en Cycnoches, que florece casi siempre cerca de la cúspide de los pseudobulbos.
Las flores son muy vistosas, y de diferentes colores, rojo, vino oscuro, naranja, rosa o amarillo, manchado o no. . El sépalo dorsal algo arqueado sobre la columna. Los pétalos más amplio y arqueado sobre la columna o en posición vertical. El labio es trilobulado,  formando una especie de túnel, que se adjunta a la base de la columna, que no tiene pie, o alas. Esta está siempre torcida a un lado. La antera contiene dos polinias, rara vez cuatro. 

## Evolución, filogenia y taxonomía
Se propuso por John Lindley en A Natural System of Botany 446', en 1836. La especie tipo es Mormodes atropurpurea Lindley.   Mormodes, el género está cerca del género Catasetum, pero de menor tamaño, con flores hermafroditas de formatos intrigantes, cuya columna está torcida hacia un lado. 

### Etimología
El nombre del género indica que sus flores tienen apariencia fantasmal.

### Especies
Incluye las siguientes:
- Mormodes andicola  Salazar (1992)
- Mormodes andreettae  Dodson (1982)
- Mormodes aromatica  Lindl. (1841)
- Mormodes atropurpurea  Lindl. (1836)
- Mormodes aurantiaca  Schltr. (1925)
- Mormodes aurea  L.C.Menezes & Tadaiesky (1997)
- Mormodes auriculata  F.E.L.Miranda (1989)
- Mormodes badia  Rolfe ex W.Watson (1897)
- Mormodes buccinator  Lindl. (1840)
- Mormodes calceolata  Fowlie (1972)
- Mormodes carnevaliana  Salazar & G.A.Romero (1994)
- Mormodes cartonii  Hook. (1846)
- Mormodes castroi  Salazar (1993)
- Mormodes chrysantha  Salazar (1993)
- Mormodes claesiana  Pabst (1968)
- Mormodes cogniauxii  L.Linden (1894)
- Mormodes colossus  Rchb.f. (1852)
- Mormodes cozticxochitl  Salazar (1990)
- Mormodes cucumerina  Pabst (1972)
- Mormodes dasilvae  Salazar (1993)
- Mormodes densiflora  F.E.L.Miranda (1989)
- Mormodes elegans  F.E.L.Miranda (1989)
- Mormodes ephippilabia  Fowlie (1964)
- Mormodes escobarii  Pabst (1969)
- Mormodes estradae  Dodson (1980)
- Mormodes fractiflexa  Rchb.f. (1872)
- Mormodes frymirei  Dodson (1980)
- Mormodes guentheriana  (Kraenzl.) Mansf. (1932)
- Mormodes hoehnei  F.E.L.Miranda & K.G.Lacerda (1992)
- Mormodes hookeri  Lem. (1851)
- Mormodes horichii  Fowlie (1964)
- Mormodes ignea  Lindl. & Paxton (1852)
- Mormodes issanensis  F.E.L.Miranda & K.G.Lacerda (1992)
- Mormodes lancilabris  Pabst (1975)
- Mormodes lawrenceana  Rolfe (1890)
- Mormodes lineata  Bateman ex Lindl. (1841)
- Mormodes lobulata  Schltr. (1910)
- Mormodes luxata  Lindl. (1842)
- Mormodes maculata  (Klotzsch) L.O.Williams (1950)
- Mormodes mejiae  Pabst (1974)
- Mormodes morenoi  R.Vásquez & Dodson (1998)
- Mormodes nagelii  L.O.Williams (1940)
- Mormodes oberlanderiana  F.Lehm. & Kraenzl. (1900)
- Mormodes ocanae  Linden & Rchb.f. (1863)
- Mormodes oceloteoides  S.Rosillo (1983)
- Mormodes oestlundianum  Salazar & Hágsater (1990)
- Mormodes orinocoensis  Salazar & G.A.Romero (1994)
- Mormodes pabstiana  J.Cardeñas (1983)
- Mormodes paraensis  Salazar & da Silva (1993)
- Mormodes pardalinata  S.Rosillo (1979)
- Mormodes peruviana  Salazar (1993)
- Mormodes porphyrophlebia  Salazar (1992)
- Mormodes powellii  Schltr. (1922)
- Mormodes ramirezii  S.Rosillo (1983)
- Mormodes rodriguesiana  Salazar (1992)
- Mormodes rolfeana  L.Linden (1891)
- Mormodes romanii  Dodson (1980)
- Mormodes rosea  Barb.Rodr. (1877)
- Mormodes saccata  S.Rosillo (1983)
- Mormodes sanguineoclaustra  Fowlie (1970)
- Mormodes schultzei  Schltr. (1924)
- Mormodes sinuata  Rchb.f. & Warm. (1881)
- Mormodes skinneri  Rchb.f. (1869)
- Mormodes sotoana  Salazar (1992)
- Mormodes speciosa  Linden ex Lindl. & Paxton (1853)
- Mormodes tapoayensis  F.E.L.Miranda & K.G.Lacerda (1992)
- Mormodes tezontle  S.Rosillo (1980)
- Mormodes tibicen  Rchb.f. (1870)
- Mormodes tigrina  Barb.Rodr. (1877)
- Mormodes tuxtlensis  Salazar (1988)
- Mormodes uncia  Rchb.f. (1869)
- Mormodes variabilis  Rchb.f. (1869)
- Mormodes vernixioidea  Pabst  (1975
- Mormodes vernixium  Rchb.f. (1887)
- Mormodes vinacea  Hoehne (1910)
- Mormodes warszewiczii  Klotzsch (1854)